# شيلديبريجس للسيدات 2022
شيلديبريجس للسيدات 2022 (بالفرنسية: Grand Prix de l'Escaut féminin 2022)‏ هو سباق دراجات هوائية، وهو الموسم الثاني من شيلديبريجس للسيدات ‏، وأقيم في 6 أبريل 2022 ضمن سباقات سباق الدراجات على الطريق للسيدات 2022، وشارك فيه 141 متسابقاً ووصل إلى نهايته 130 متسابقاً.
فاز بالمركز الأول لورينا ويبيس، وبالمركز الثاني كيارا كونسوني، وبالمركز الثالث Rachele Barbieri ‏.

## الفرق
| فرق سيدات عالمية (7)- فريق سنويب للسيدات 2022 ‏ - Lidl–Trek (women's team) ‏ - EF Education–Tibco–SVB ‏ - ليف ريسينغ 2022 ‏ - موفيستار للسيدات 2022 ‏ - Liv AlUla Jayco ‏ - يو أي أيه تيم 2022 ‏ فرق دراجات قارية سيدات (17)- Andy Schleck–CP NVST–Immo Losch ‏ - اركيا للسيدات 2022 ‏ - بنجوال شوفالمير-فان إيك سبورت 2022 ‏ - Ceratizit Pro Cycling ‏ - GT Krush Rebellease Pro Cycling ‏ - روبل كليننينج 2022 ‏ - لي كول واهو 2022 ‏ - لوتو سودال للسيدات 2022 ‏ - ماسي تكتيك 2022 ‏ - مولتوم أكونتانتس 2022 ‏ - إن إكس تي جي ريسينغ 2022 ‏ - باركهوتل فالكنبورغ 2022 ‏ - بلانتور بورا 2022 ‏ - St. Michel–Preference Home–Auber93 (women's team) ‏ - استاد روشليه شارينت ماريتايم 2022 ‏ - كوب هايتك بوردكتس 2022 ‏ - فالكار ترافل سيرفس 2022 ‏ فريق دراجات هواة سيدات- Proximus-Alphamotorhomes‏ |  |
| |  |

## التصنيف العام النهائي
| التصنيف العام         | التصنيف العام     | التصنيف العام | التصنيف العام             | التصنيف العام |
| العداء                | العداء            | البلد         | الفريق                    | الوقت         |
| --------------------- | ----------------- | ------------- | ------------------------- | ------------- |
| 1                     | لورينا ويبيس      | هولندا        | فريق سنويب للسيدات ‏       | 3 س 21 د 56 ث |
| 2                     | كيارا كونسوني     | إيطاليا       | فالكار سيلانس ‏            | + 0 ث         |
| 3                     | Rachele Barbieri ‏ | إيطاليا       | ليف ريسينغ ‏               | + 0 ث         |
| 4                     | جورجيا بيكر       | أستراليا      | Liv AlUla Jayco ‏          | + 0 ث         |
| 5                     | باربرا جوارشي     | إيطاليا       | موفيستار للسيدات ‏         | + 0 ث         |
| 6                     | كلو هوسكينغ       | أستراليا      | Lidl–Trek (women's team) ‏ | + 0 ث         |
| 7                     | Julie De Wilde ‏   | بلجيكا        | بلانتور بورا سيلينج تيم ‏  | + 0 ث         |
| 8                     | Letizia Borghesi ‏ | إيطاليا       | EF Education–Tibco–SVB ‏   | + 0 ث         |
| 9                     | Anna Trevisi ‏     | إيطاليا       | يو أي أيه تيم ‏            | + 0 ث         |
| 10                    | Charlotte Kool ‏   | هولندا        | فريق سنويب للسيدات ‏       | + 0 ث         |
| مصدر: ProCyclingStats |                   |               |                           |               |

## وصلات خارجية
- لمحة عن سباق شيلديبريجس للسيدات 2022 على موقع  ProCyclingStats   (برو  سايكلنج  ستاتس) - إحصاءات  محترفي  الدراجات.
- شيلديبريجس للسيدات 2022 على موقع إحصائيات الدراجات الإحترافية (الإنجليزية)